# Andwil (Adelsgeschlecht)

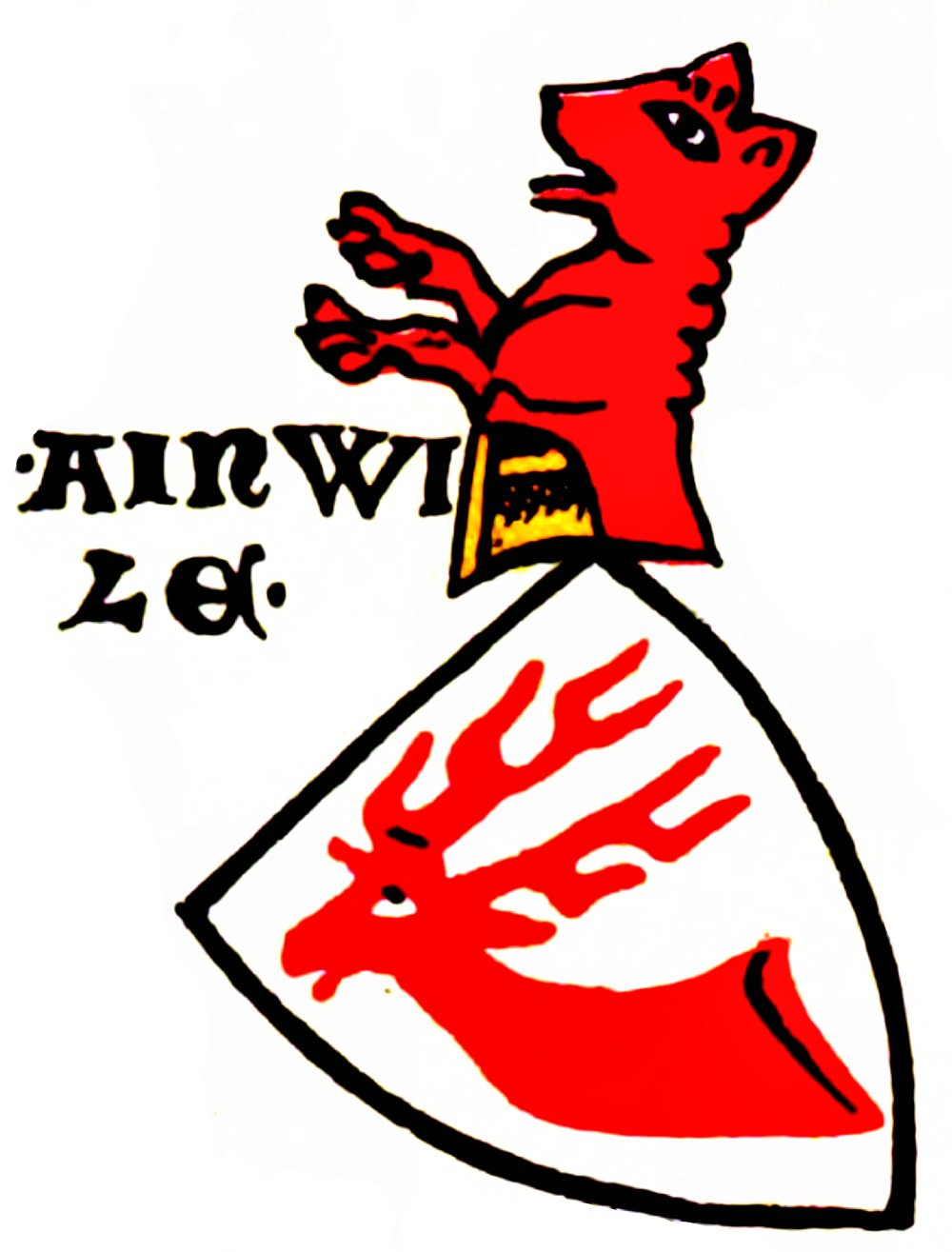
Wappen der Herren von Andwil auf der Züricher Wappenrolle

Die Herren von Andwil oder Anweil waren vom 12. bis zum 17. Jahrhundert ein aus der heutigen Ostschweiz stammendes Niederadelsgeschlecht, das im Zuge der Reformation nach Süddeutschland abwanderte.

## Name

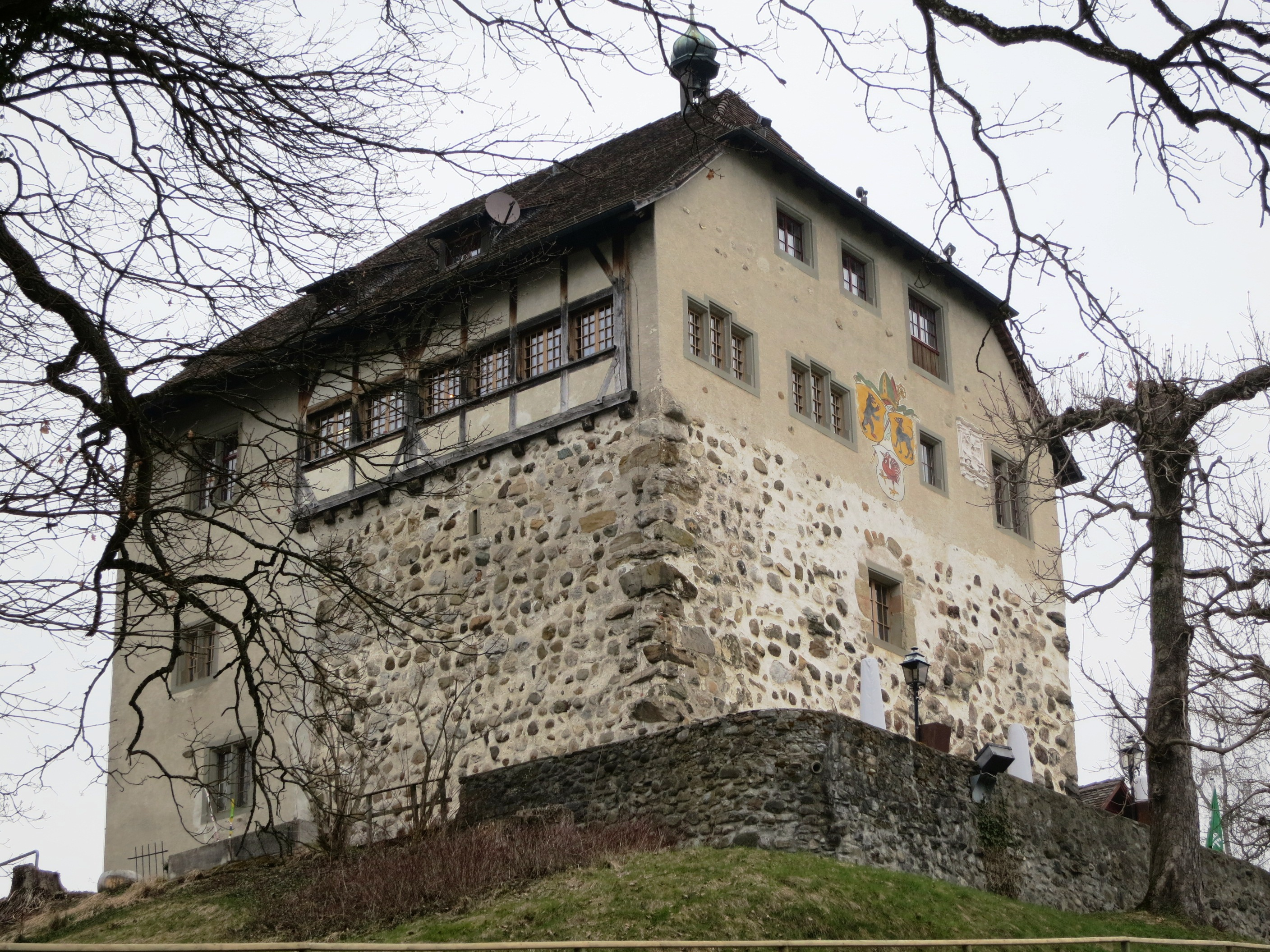
Im Jahr 1380 gelangte Oberberg bei Gossau an die Herren von Andwil.

Der Name der Familie findet sich in der Literatur und auf Grabinschriften in den unterschiedlichsten Schreibweisen (Ainwil, Andwil, Anwyl, Anwil, Anweil, Anweyl). Eine Verbindung zwischen den Herren von Andwil und dem Baselbieter Dorf Anwil besteht nicht.

## Geschichte

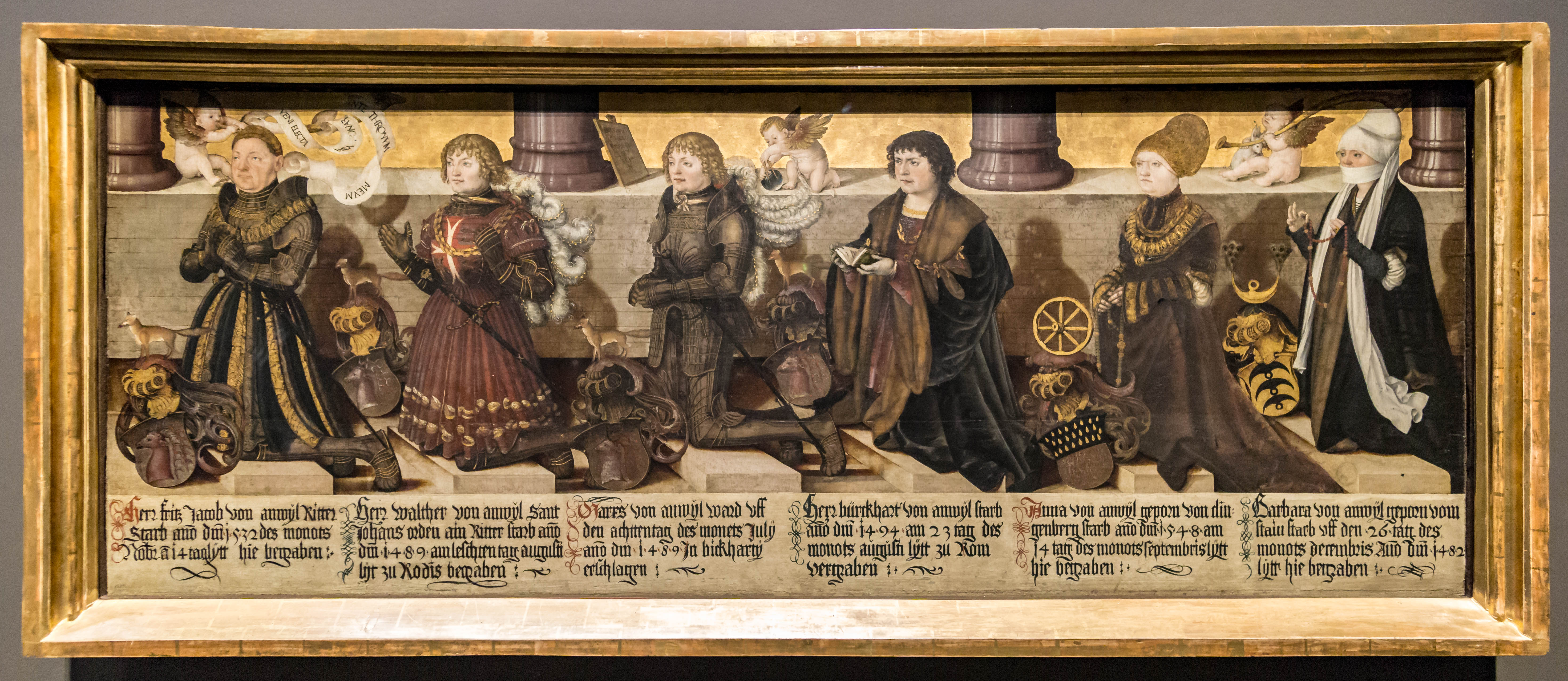
Epitaph der Edlen von Andwil, gemalt von Martin Schaffner. Dargestellt sind der Edle Fritz Jakob mit Mutter, Frau und drei Brüder. Das Werk ist in der Staatsgalerie Stuttgart ausgestellt.

Die Herren von Andwil dienten als Ministerialen dem Hochstift Konstanz und ab ca. 1220 dem Fürstabt von St. Gallen. Im Konstanzer Domkapitel und im Chorherrenstift St. Pelagius in Bischofszell fanden eine Anzahl von Familienmitgliedern ihr Betätigungsfeld.
Erster belegter Vertreter ist 1169 Hesso als Zeuge in einer bischöflichen Urkunde. Conrad wie sein Sohn Baldebrecht waren Anfang des 13. Jahrhunderts Marschälle des Bischofs. Wohnsitz war wahrscheinlich die neu erbaute Burg Andwil bei Andwil (SG), die sie mit der gleichnamigen Vogtei als äbtisches Lehen innehatten.
Bis ins 15. Jahrhundert übernahm die Familie weiter die Vogteien Neu-Andwil, Arnegg,
Matten ,
Brühwil 
und Oberberg. Im Appenzellerkrieg standen Mitglieder der Familie auf beiden Seiten: 1401, 1405 und 1406 musste sie nacheinander die Zerstörung ihrer Burgen Freiburg bei
Geretschwil ,
Andwil und Oberberg hinnehmen.
Durch die Appenzellerkriege kam die Familie in wirtschaftliche Schwierigkeiten
und verkaufte von 1430 bis 1470 bis auf Andwil alle ihre Vogteien.
Hans von Andwil ließ sich in St. Gallen nieder, wo er als Advokat tätig war und das Bürgerrecht erhielt.
Fritz Jakob von Anwil war Hofmeister des Konstanzer Bischofs Hugo von Hohenlandenberg und dessen Obervogt in Bischofszell. Aufgrund seiner Konversion zur reformierten Kirche 1524 musste er diese Ämter aufgeben und zog mit seinen Söhnen ins Herzogtum Württemberg. In Württemberg und in der Markgrafschaft Baden-Durlach nahm die Familie im 16. und 17. Jahrhundert hohe Positionen in Verwaltung und Diplomatie ein.
Letzter männliche Abkomme war der württembergische Kammerherr Wolfgang Eberhard.

## Wappen

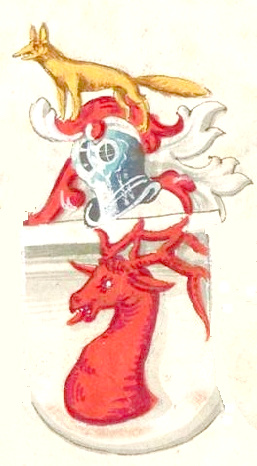
Wappen der Herren von Ainwil im Wappenbuch des Konstanzers Conrad Grünenberg, 1604

Blasonierung: In Silber der Kopf und Hals eines roten Hirsches. Auf dem Helm mit rot-weißen Decken ein sitzender roter Fuchs. Alternativ Helmzier mit einem goldenen Fuchs oder einem wachsenden roten Bär.
Das Wappen der Gemeinde Andwil im Kanton St. Gallen zeigt ebenfalls Kopf und Hals eines roten Hirsches.

## Persönlichkeiten
- Fritz Jakob von Anwil († 1532)
- Hans Albrecht von Anweil (1500–1562)
- Hans Burkhard von Anweil (* um 1531; † 1593), herzoglicher Rat, sowie Obervogt von Herrenberg und Beisitzer am Herzoglichen Hofgericht in Tübingen
- Hans Caspar von Anweil († 1562), Obervogt von Tübingen
- Friedrich Jacob von Anweil († 1540), Obervogt von Tübingen[5]
- Christoph Daniel von Anweil († 1620), Landvogt des Oberamts Rötteln